# Степной (Кинзельский сельсовет)
Степной — посёлок в Красногвардейском районе Оренбургской области, входит в состав Кинзельского сельсовета.

## История
В 1961 году указом Президиума Верховного Совета РСФСР поселок фермы № 2 совхоза имени Ленина переименован в Степной.

## Население
| 2010 |
| ---- |
| 118  |